# Lalaloopsy
Lalaloopsy ist eine Puppenserie des Unternehmens MGA Entertainment. 2010 kamen die ersten Puppen, zunächst unter dem Markennamen Bitty Buttons heraus. Später wurde der Name des Franchises in Lalaloopsy geändert, bis 2013 kamen etwa 80 verschiedene Puppen in den Handel. 2012 wurden mehrere Fernsehfilme zu den Puppen gedreht, 2013 folgte eine Zeichentrickserie.

## Charaktere
In der Fernsehserie treten folgende Puppen auf:
- Jewel Sparkles, sie liebt Glitzer und Tanz. Ihr steht ein Kätzchen zur Seite.
- Crumbs Sugar Cookie, sie ist höflich, bäckt und macht anderen gern eine Freude. Ihre tierische Helferin ist eine Maus, die sie „Mausi“ nennt und die ihre Backwaren probieren muss.
- Mittens Fluff 'N' Stuff, die gern Ski fährt und es auch sonst liebt, im Schnee zu spielen. An ihrer Seite ist ein kleiner Eisbär.
- Suzette La Sweet: Sie ist eine Adelige und Jewel verehrt sie wie ein Vorbild. Sie spricht mit einem französischen Akzent. Sie führt immer ihr nicht so artiges „Pudelchen“ mit sich.
- Peanut Big Top: Sie ist eine Zirkusartistin und immer gut aufgelegt. Sie ist sehr gelenkig und fasziniert ihre Freunde gern. Manchmal spielt sie ihnen aber auch gerne Streiche. Ihr Helfer ist Rüsselchen, ein kleiner Elefant mit einem Zylinderhut.
- Pillow Featherbed: Pillow ist eine kleine Schlafmütze, die immer im Pyjama unterwegs ist. Zwar tut sie nichts lieber als zu schlafen, doch wenn es darauf ankommt, können sich ihre Freunde auf sie verlassen. Ihr Haustier ist ein ebenso verschlafenes Schäfchen.
- Holly Sleighbells. Das hilfsbereite Mädchen mag Weihnachten und näht gern.
- Dyna Might: Eine selbst ernannte Superheldin, die zwar über keine Superkräfte, aber dafür über ein enorm großes Selbstvertrauen verfügt. Ihr Heldengefährte ist ein Waschbär.

## Produktion und Veröffentlichung der Serie
Im März 2012 zeigte Nick Jr mit Adventures in Lalaloopsy Land: The Search for Pillow erstmals einen Film, der auf der Puppenserie basiert. Es folgten weitere Filme und schließlich die Produktion einer Zeichentrickserie. Die Erstausstrahlung von Lalaloopsy findet in den Vereinigten Staaten seit 29. März 2013 auf Nickelodeon statt. Der Sender zeigt die Serie auch auf Spanisch und Portugiesisch. Die Ausstrahlung der bisher über 38 Folgen ist noch nicht abgeschlossen. Seit September 2014 läuft Lalaloopsy jeden Montag bis Donnerstag um 9:25 Uhr auf Disney Junior und Nickelodeon.

### Synchronisation
Die deutsche Synchronisation wird von der Hamburger Synchron GmbH mit verschiedener Dialogregie erstellt
| Rolle                   | Originalsprecher | Deutsche Synchronisation |
| ----------------------- | ---------------- | ------------------------ |
| Jewel Sparkles          | Joan Cusack      | Anna A. Kumosiak         |
| Crumbs Sugar Cookie     | Miranda Cosgrove | Jenny Maria Meyer        |
| Mittens Fluff 'N' Stuff | Dana Gaier       | Franciska Friede         |
| Holly Sleighbells       | Amy Sedaris      |                          |
| Suzette La Sweet        |                  | Franciska Friede         |
| Scraps ‘N’ Sewn         |                  | Franciska Friede         |